# Łobżonka (osada leśna)
Łobżonka – osada leśna w Polsce położona w województwie wielkopolskim, w powiecie pilskim, w gminie Łobżenica. 